# Richard Fleming
Pour les articles homonymes, voir Fleming.
Richard Fleming est un prélat anglais né vers 1385 à Crofton, dans le Yorkshire, et mort le 25 ou le 26 janvier 1431 au château de Sleaford, dans le Lincolnshire. Il s'opposa activement aux Lollards, et fonda Lincoln College à Oxford.

## Biographie
Issu d'une famille de la bourgeoisie du Yorkshire, Fleming fait ses études à l'université d'Oxford (University College), puis il devient prébendier à York en 1406 et recteur à Boston avant 1415. Il assiste au concile de Constance de 1416 à 1418. Nommé évêque de Lincoln le 20 novembre 1419, il est sacré le 28 avril 1420 à Florence par le pape Martin V. Quelques années plus tard, en février 1424, le pape le nomme également archevêque d'York, mais le conseil de régence du roi Henri VI refuse de confirmer cette nomination, et Fleming renonce à cette charge en juillet 1425.
En 1427, Fleming obtient du roi Henri VI une charte pour la création d'un nouveau college à Oxford, chargé de former des théologiens susceptibles de lutter contre les Lollards. La fondation du Lincoln College n'est pas achevée à sa mort, en 1431, mais elle se poursuit néanmoins grâce aux dons de son successeur Thomas Rotherham.